# Heimdalsgade
 Der er for få eller ingen kildehenvisninger i denne artikel, hvilket er et problem. Du kan hjælpe ved at angive troværdige kilder til de påstande, som fremføres i artiklen.

Heimdalsgade er en sidegade til Nørrebrogade på Ydre Nørrebro. Gaden krydser Mimersgade og slår et knæk her, hvor de gamle jernbanespor krydsede gaden. Gaden ender ved Tagensvej. Den er præget af etniske butikker og tidligere af billig beboelse, men i modsætning til tidligere ikke længere af livlig biltrafik, da den ene ende er blevet lukket, og et græsaeral er oprettet. Skinnerne, der før krydsede hen over dette stykke blev nedlagt efter at højbanen ved Nørrebro Station, den nuværende Ringbanen, blev åbnet i 1930.
Heimdalsgade har som andre gader i Det mytologiske kvarter fået navn fra den nordiske mytologi. "Den klart lysende", Hejmdal eller Heimdal er gudernes vagtmand og Odins søn i den nordiske mytologi. Heimdals egen bolig hedder Himmelbjerg.
På et kort fra 1830 anes Heimdalsgades forløb allerede. Det gør den til et af de ældre vejforløb på Ydre Nørrebro. På kort fra 1854 og 1865 ses det nuværende Heimdalsgade med større sikkerhed.

## Historie
I Heimdalsgade lå nogle af de ældste bebyggelser i området, nemlig gårdene ”Mester Jokums Gaard” og Petersminde.
Mester Jokums Gaard havde i 1810 matrikel nummer 21a, hvilket svarer til de ulige numre af Heimdalsgade og begge sider af Ole Jørgensens Gade.
De lige numre i Heimdalsgade tilhørte Petersminde, matr. 20 i Matriklen over Københavns Forstæder, 1810.

## Mester Jokums Gård
”Mester Jokums Gaard” ses på kort siden 1753, og senere som ”Hanes Have”.

## Petersminde
Midt i 1800-tallet havde Petersminde eller Petershvile, som den også blev kaldt, gade- eller husnummeret 38 på Lygtevejen (nuv. Nørrebrogade) og var nummer 2 på ”Vei fra Lygteveien til Raadmandsmarken”, hvilket var et tidligere navn for Heimdalsgade. 
Petermindes matrikelnummer eksisterer endnu og kan derfor stedfæstes præcist, og ligget hvor ejendommen Nørrebrogade 218 og Heimdalsgade 2, 2A og 2B ligger i dag. Man finder i dag næsten ingen spor efter gården. Måske er det rester af gårdens fundament, der anes i asfalten i baggården til Heimdalsgade 2.
Petersminde må ikke forveksles med en af de andre par bebyggelser på Nørrebro, der går så langt tilbage, nemlig Petersdal. Petersdal havde samme ejer som Petersminde, men lå på den anden side af Nørrebrogade. Petersdals matrikel svarer til nuværende adresse Hyltebro 5-7, Lundtoftegade 98-112 samt Esrumgade 2A. Den sidste rest af Petersdal forsvandt da Nora-biografen blev opført i 1935. Måske er det også Petersdal, der ses som Nissensdal på kort fra 1796.
Både Petersdal og Petersminde havde som nævnt samme ejer, nemlig renteskriver Peter Feddersen (1765-1845), en chef fra rentekammeret og senere amtsforvalter i Rendsborg. Derfra kommer også oprindelsen til navnet på de to gårde.
Hvor sporene krydser gaden ses i 1865 også et lille hus, samt længere ude gården Enighed (ikke det samme som det senere mejeri på Lygten af samme navn). På et kort fra 1886 hedder gaden stadig "Vej til Raadmandsmarken". De fleste huse i enden mod Nørrebrogade er fra omkring år 1900. Heimdalsgade blev først navngivet i 1892, men dens historie strækker sig som sagt væsentligt længere tilbage.

## Industri
I de første årtier som Heimdalsgade var gaden præget af industri. Den kemiske industri var tidligt ude på Ydre Nørrebro. Allerede i 1896 åbnede de såkaldte ’Gummi- og Luftringefabrikker’ i en lille diskret bygning på Heimdalsgade. Siden hen blev denne virksomhed til Schiønning og Arvé, der i 1930’erne opførte en ny stor bygning i gaden.
Gummifabrikken blev landskendt, da den blev besat af unge i 1981 og barrikaderet. Der skulle en dramatisk aktion til for at få huset tømt, og politiet brugte knipler, tåregas og varselsskud for at få de unge BZ’ere ud. Det var første gang at politiet nogensinde brugte tåregas mod bz’erne.
I 1919 etablerede det nyetablerede Ford Motor Company A/S en samlefabrik i Heimdalsgade i bl.a. nr. 42. Her blev Skandinaviens og Nordeuropas Ford T'er samlet og sendt videre til de utålmodigt ventende markeder i Sverige, Norge, Finland, Tyskland og Polen. Bilerne kom i store kasser "knocked down" – dvs. i "samlesæt" fra USA og senere også fra England (Storbritannien). Kasserne bliver senere brugt til kolonihavehuse, de er store og rummelige og næsten lige til at flytte ind i. Allerede i 1924 var fabrikken blevet for lille, og Ford flyttede til Europas mest moderne fabrik i Sydhavnen.
- Nr. 14-16: Chokoladefabrikken “Elisabethsminde” – også kaldet Hintz og Co. Kgl. Hof-Chokoladefabrik – havde til huse i bygningen 1914-26. Her fremstilledes fine chokolader som leverandør til det kongelige danske hof. Nu er bygningen indrettet til ”luksuslejligheder i New Yorker-stil”. Dette er i øvrigt den eneste bygning i Heimdalsgade, der er tildelt høj bevaringsværdi.
- Nr. 32: Her havde Berlingske Bogtrykkeri til huse i tiden 1955-1975.
- Nr. 35-37: Rummede fra 1912-1978 “Engelsk-Dansk Biscuits Fabrik”, der var en stor kvindearbejdsplads, grundlagt 1900. Bygningen er tegnet af Olaf Petri. En tilbygning kom i 1957 til produktion af Kellogg’s Corn Flakes og Rice Krispies.
- Nr. 40: I 1912-1920 lå her ”Dansk Fedt- og Palminfabrik”. Derefter havde brødfabrikken Schulstad en stor fabrik her frem til 1950'erne.
- Nr. 41: De forenede Bagermestres Rugbrødsfabrik lå her 1897-1976.
- Nr. 42: Ford Motor Company A/S havde første samlefabrik her (Peter Elfelt har en fotoserie (uden år) derfra.) Alle bygningerne er i dag væk og erstattet af en boligblok. Røde Rose III, integreret institution.

- Nr. 45-47: De forenede Gummi og Luftringe Fabriker Schiønning & Arvé lå her fra 1896 til 1981. Fabrikken blev besat den 24. oktober 1981. Besættelsen varede to dage, og fabrikken blev senere revet ned for at give plads til AABs 250 lejligheder, der stod indflytningsklare i september 1984.

I gaden finder man Københavns mindste skole: Heimdalsgade Overbygningsskole (132 elever, 2007).
Taiba-moskeen, der ligger oven over Aldi i Heimdalsgade var bl.a. mødested for de unge fra den såkaldte Glostrupsag. Said Mansour var en slags mentor for de unge terroranklagede, som havde deres gang i moskeen. Også dansk-marokkaneren Omar Maroof, der er dømt til døden for terror i Marokko, kom her. Moskeen har været nævnt i forbindelse med de fleste terrorsager i Danmark, og har i de seneste år været kendt for at huse personer med sympati for radikale udlægninger af islam. Moskeen er dog til daglig et mødested for mange moderate musilimer.
Der findes også en gade ved navn Heimdalsgade i Aalborg.